# Gorf
Gorf (acronimo di Galactic Orbiting Robot Force) è un videogioco pubblicato nel 1981 dalla Midway Games.
Pubblicato dapprima in versione coin-op, è stato reso disponibile anche per vari home computer, tra cui il Commodore 64, il Commodore Vic-20 e anche console come l'Atari 5200.
È un videogioco storicamente importante in quanto primo ad aver presentato livelli di gioco sostanzialmente diversi tra loro.

## Modalità di gioco
Il giocatore manovra una sorta di spazioplano in grado di muoversi nella parte bassa dello schermo, in misura minore anche verticalmente, ed esplodere colpi verso l'alto. Non c'è una cadenza di fuoco massima, il giocatore può sparare a volontà, ma ci può essere un solo colpo alla volta in gioco: quando si spara, se il colpo precedente sta ancora viaggiando, sparisce.
L'obiettivo è abbattere le forze Gorfiane nella parte alta dello schermo, che si presentano in modalità diverse nei cinque livelli di gioco:
1. Astro Battle: ispirato a Space Invaders, arricchito nei colori. Gli alieni sono però solo ventiquattro, e la navicella del giocatore è protetta da un pur labile scudo deflettore;
2. Laser Attack: due formazioni modulari atte ad emettere pericolosi raggi laser;
3. Galaxians: ispirato a Galaxian (livello generalmente non presente nelle versioni casalinghe del gioco);
4. Space Warp: vagamente simile a Tempest, sullo schermo appare una specie di cunicolo spaziale che si allontana in prospettiva, e i nemici arrivano dal centro dello schermo con traiettorie a spirale, come se risalissero il cunicolo;
5. Flag Ship: un'imponente astronave madre che viene abbattuta quando i colpi, infranto lo scudo deflettore che la protegge, riescono a centrarne il cuore.

Non c'è possibilità di scelta del livello, vanno giocati nell'ordine previsto. Terminato il quinto livello, si è promossi al grado superiore, e il gioco riprende dal primo livello con difficoltà sempre crescente.
Le qualifiche di gioco sono:
- Space Cadet, (livelli 1-5)
- Space Captain, (livelli 6-10)
- Space Colonel, (livelli 11-15)
- Space General, (livelli 16-20)
- Space Warrior, (livelli 21-25)
- Space Avenger, (livello 26 e segg.)

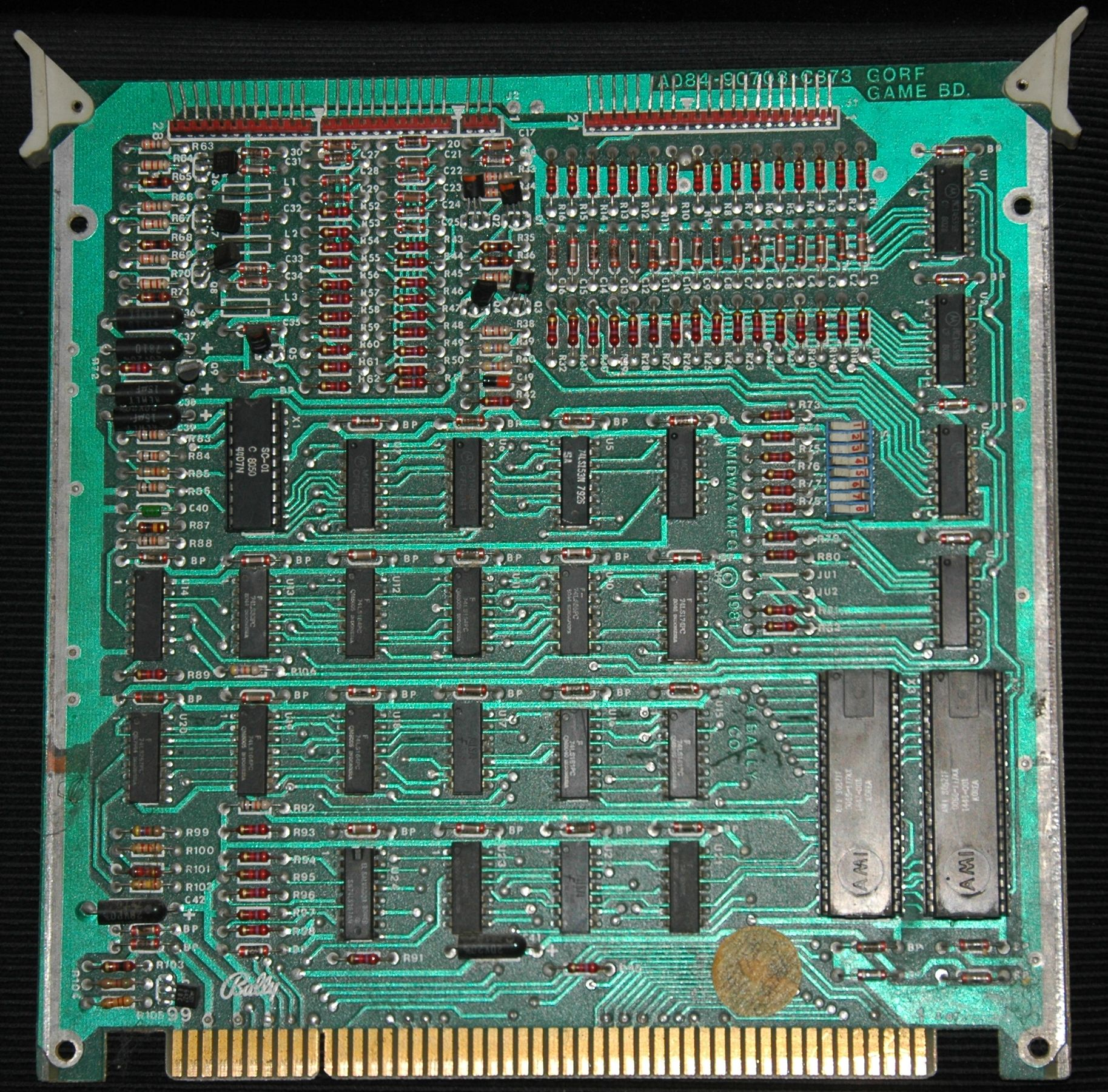
La prima delle sei schede di Gorf in versione arcade: la MAIN BOARD, ovvero la scheda principale

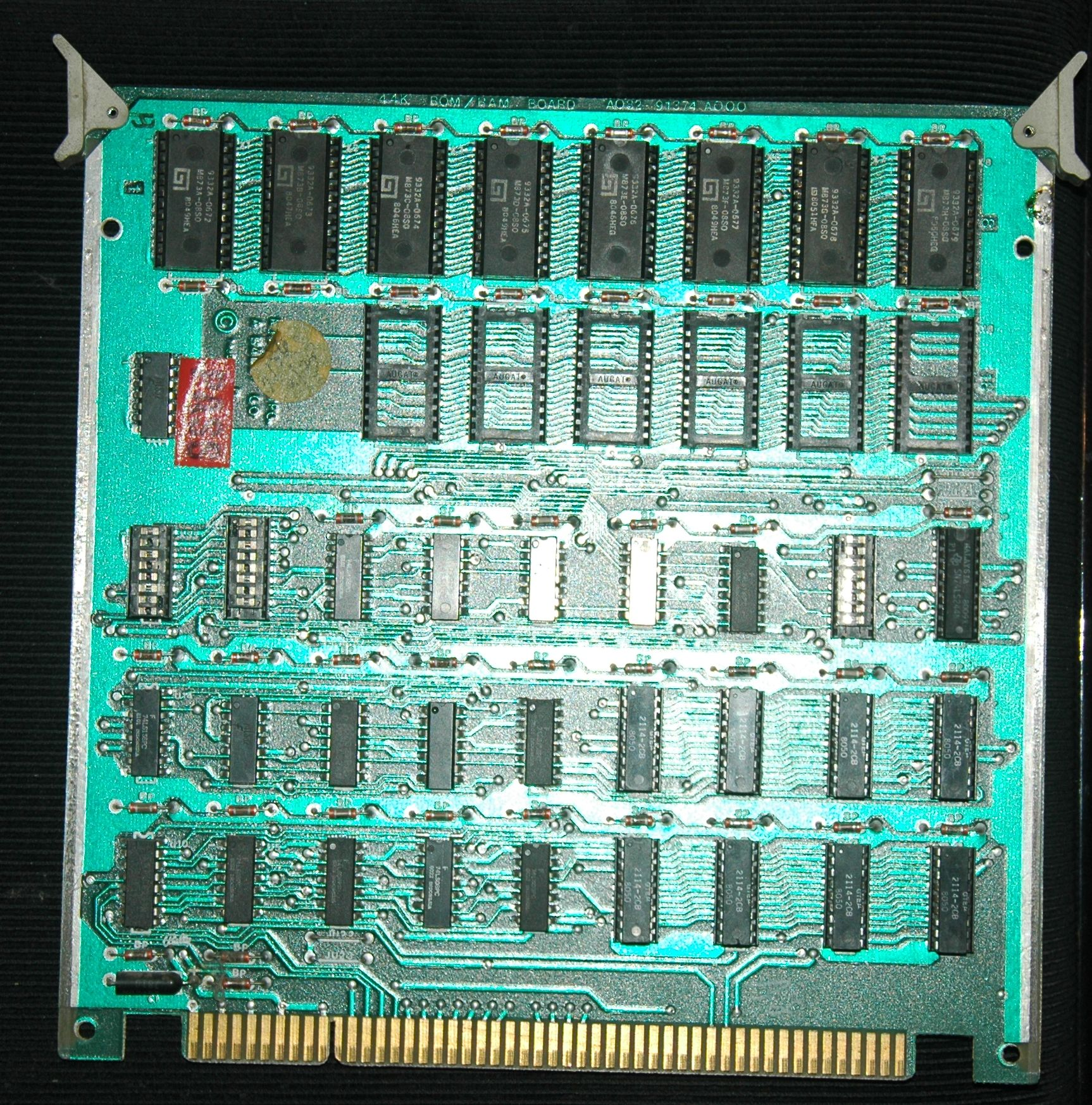
La terza delle sei schede di Gorf in versione arcade, la RAM ROM BOARD

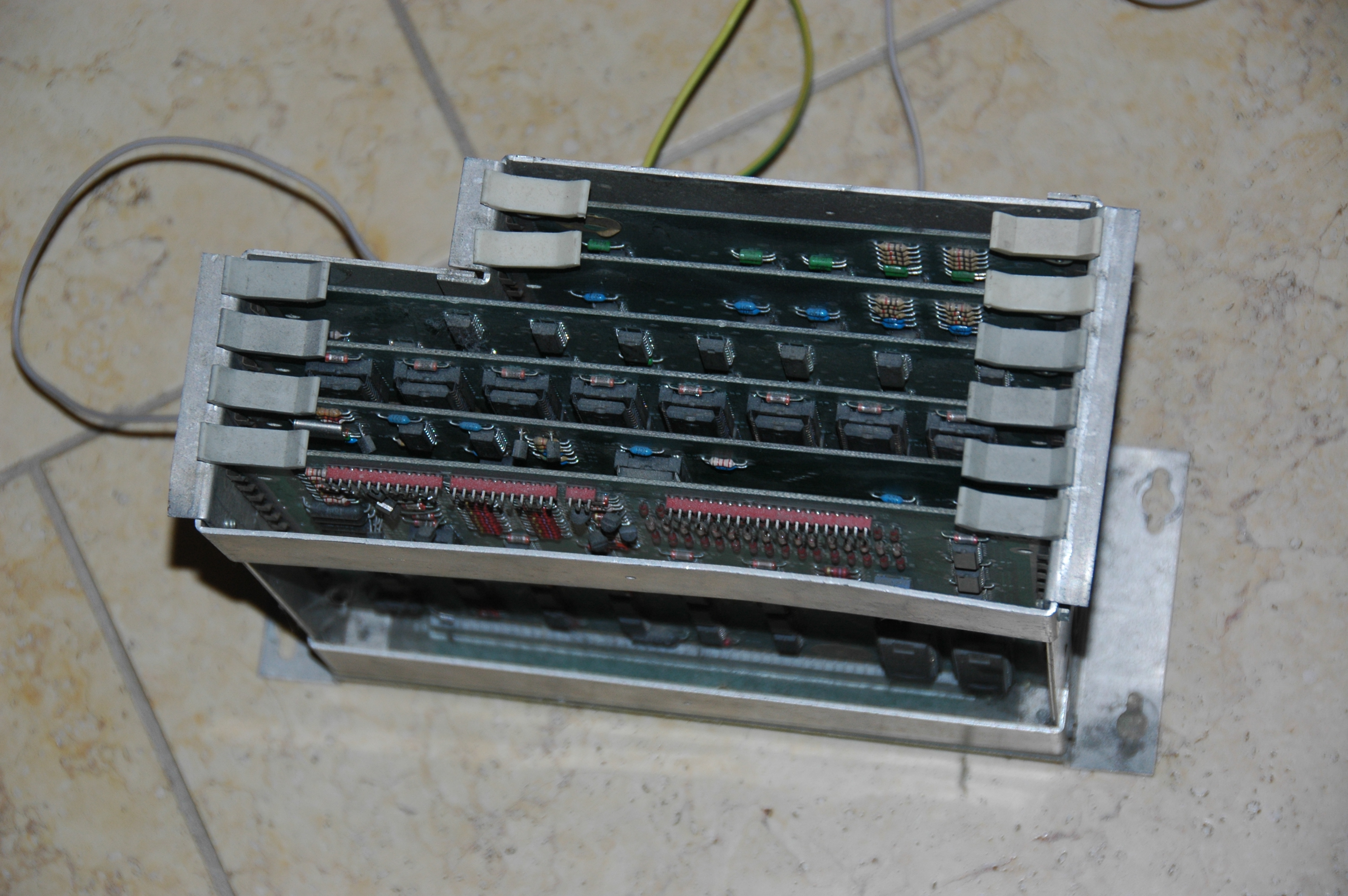
Il set completo delle sei schede logiche principali di Gorf in versione videogioco arcade

## Caratteristiche dell'arcade
È stato uno dei primi videogiochi a fare utilizzo di un chip di tipo sintetizzatore vocale.
È stato pubblicato con cabinato sia di tipo verticale che cocktail.

### Aspetti tecnici della versione coin-op
Il set di schede logiche consiste in tutti e due i casi in sei schede contenute in un contenitore metallico e collegate tra di loro mediante una scheda bus chiamata Comm.Mother board. Vi sono poi, esterne, due schede più piccole aventi le funzioni di scheda video e amplificatore audio.
L'hardware porta il nome di Astrocade ed è molto simile a quello usato da Wizard of Wor: quattro di queste schede (pattern, cpu e le due ram) sono persino intercambiabili tra i due titoli.
Il gioco non rispetta lo standard jamma.

### Sintetizzatore vocale
Il gioco arcade era notevole anche perché può pronunciare venticinque diverse frasi in inglese per stuzzicare il giocatore.
Durante la partita e l'Attract mode (demo mentre nessuno gioca) pronuncia frasi come «Insert coin: I devour coins» (Inserire una moneta: io divoro monete) o «Gorfians take no prisoners!» (I Gorfiani non fanno prigionieri).
L'effetto è realizzato con il chip di sintesi vocale Votrax SC-01. Le ultime release dell'hardware del videogioco arcade montano una versione rivista e corretta, la SC-01A.